# 東大和市立第四小学校
東大和市立第四小学校(ひがしやまとしりつ だいよんしょうがっこう)は、東京都東大和市にある公立小学校。

## 沿革
- 1968年4月1日 - 4学年までの10学級、371名の生徒を擁し開校。5月1日を開校記念日に定める。[1]
- 1969年10月1日 - 大和町の市制施行に伴い、東大和市立第四小学校に校名を変更。
- 1970年12月23日 - 増築校舎二期工事完了により、仮建てのプレハブ校舎から教室を移転。
- 2017年10月27日 - 開校50周年記念式典を開催。

## 教育目標
2021年現在。
- たくましい子
  - 運動に親しむ
  - 自分を律する
  - 他を思いやる
- よく考える子
  - 自分なりの意見をもつ
  - 進んで表現する
  - よい行動をする
- 思いやりのある子
  - 互いのちがいを認め、協力し合う
  - 友達の意見をよく聞く
  - 場に合った言葉を使う

## 通学区域
2021年現在の本校の校区は以下の通りである。
住所別通学区域
| 多摩湖四丁目 | 狭山一丁目        | 狭山二丁目                               | 狭山三・四丁目 | 狭山五丁目                      | 高木一丁目        | 高木二丁目        | 高木三丁目                         | 清水一 - 五丁目 |
| ------------ | ----------------- | ---------------------------------------- | -------------- | ------------------------------- | ----------------- | ----------------- | ---------------------------------- | --------------- |
| 一部         | 市道第245号線以東 | 市道第245号線以東および市道第246号線以南 | 全域           | 主要地方道第5号新宿・青梅線以北 | 市道第381号線以東 | 市道第369号線以東 | 市道第5号線およに市道第369号線以東 | 全域            |